# Nossa Senhora da Graça do Divor
Nossa Senhora da Graça do Divor é uma freguesia portuguesa do município de Évora, com 84,14 km² de área e 465 habitantes (censo de 2021). A sua densidade populacional é 5,5 hab./km².
Com o nome derivado do rio Divor, já era freguesia em 1556. Depois de 1911, teve como anexas as freguesias de São Sebastião da Giesteira, Nossa Senhora da Boa Fé, São Brás do Regedouro, São Matias e Nossa Senhora da Tourega, sendo todas elas desanexadas em 18 de Outubro de 1926 com a excepção de São Matias.
Hoje os habitantes vivem da agricultura de subsistência e a grande maioria desenvolve a sua atividade profissional na cidade de Évora.

## Demografia
Nota: Nos anos de 1911 e 1920 tinha anexadas as freguesias de Nossa Senhora da Boa Fé e Nossa Senhora da Tourega.
A população registada nos censos foi:
| Distribuição da População por Grupos Etários | Distribuição da População por Grupos Etários | Distribuição da População por Grupos Etários | Distribuição da População por Grupos Etários | Distribuição da População por Grupos Etários |
| -------------------------------------------- | -------------------------------------------- | -------------------------------------------- | -------------------------------------------- | -------------------------------------------- |
| Ano                                          | 0-14 Anos                                    | 15-24 Anos                                   | 25-64 Anos                                   | > 65 Anos                                    |
| 2001                                         | 71                                           | 68                                           | 233                                          | 101                                          |
| 2011                                         | 74                                           | 47                                           | 254                                          | 111                                          |
| 2021                                         | 69                                           | 46                                           | 234                                          | 116                                          |

## Património
- Cromeleque da Portela de Mogos ou Cromeleque da Portela de Modos
- Anta das Silvadas ou Anta dos Silvados ou Anta do Silval
- Igreja Paroquial de Nossa Senhora da Graça do Divor ou Igreja de Nossa Senhora da Graça

## Junta de Freguesia da Graça do Divor
- O actual Presidente da Junta de Freguesia da Graça do Divor é Nuno de Deus, eleito em 2009, nas listas da Coligação Democrática Unitária.